# 史诗片

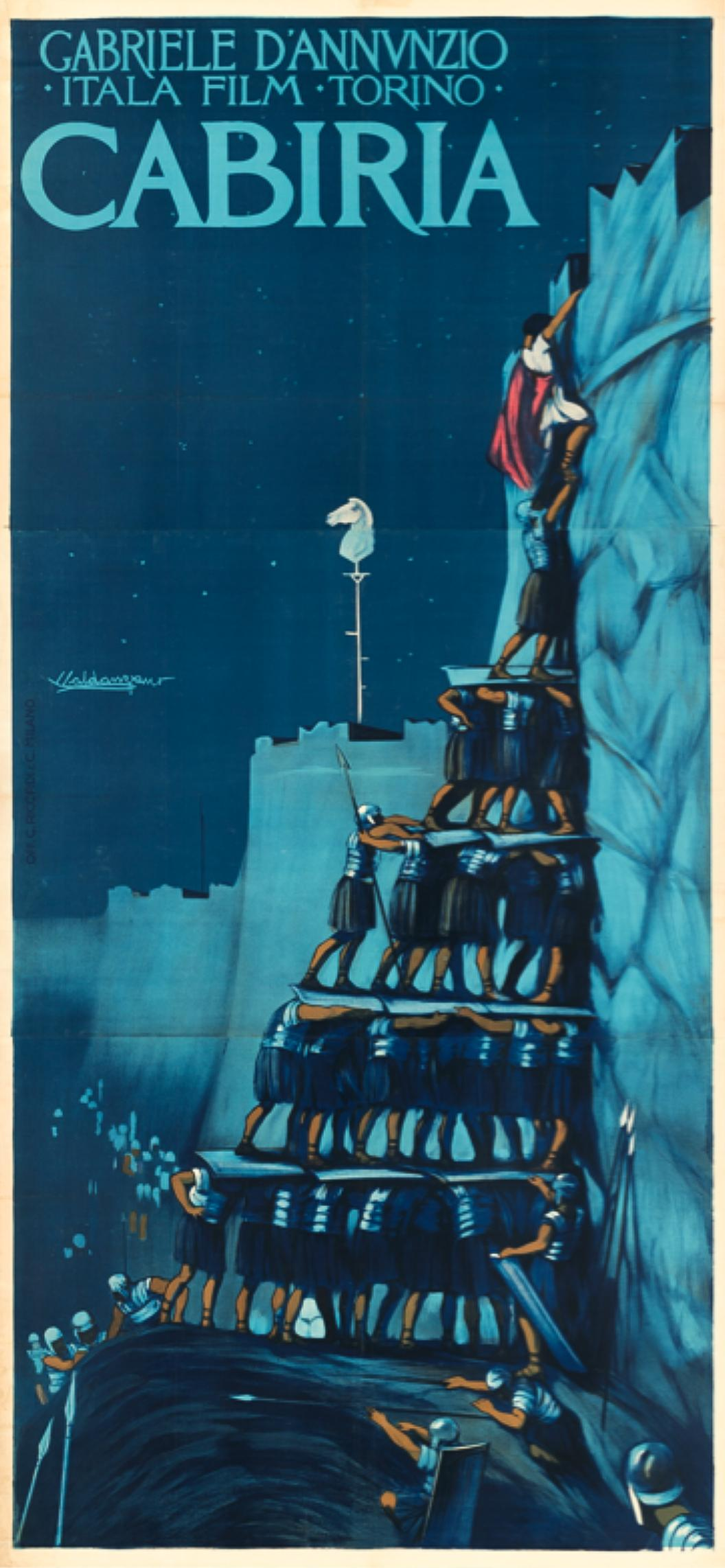
意大利電影《卡比利亚》（1914年）是史上最早的史詩電影之一，也是有史以來最具影響力的電影之一

史诗片（英語：Epic film）是电影片种裡历史片的一种。史诗片规模宏大、壮观，常常以古典文学为基础，描述一个古代英雄的事迹。史诗片的特征就是“宏伟”，使它得以和冒险片、片段历史片（英語：Period piece）区分开来。

## 沿革
史诗片是电影诞生以来最古老的历史片片种之一，乔瓦尼·帕斯特洛纳的《卡比利亚》是3小时的无声电影，讲述了震撼人心的迦太基战争。
1960年代初期，史诗片达到了顶峰时期。美国好莱坞经常在罗马、西班牙、摩洛哥或其他地方拍摄史诗片，代表性作品有：《埃及艳后》、《罗马帝国沦亡录》、《日瓦戈医生》。前苏联导演谢尔盖·邦达尔丘克的多集电影《战争与和平》也是知名的史诗片。
1950年代以来，史诗片以宏大规模和场景给人一种身临其境和全景的感受、体验。
2006年美国奥斯卡奖公认了史诗片这种历史片片种。

## 概念
在古典文学里，“史诗”最早出现于《伊利亚特》和《奥德赛》，它描述了一批英雄人物的历史命运和重大事件。同样，在电影里，史诗片也是讲述英雄人物的命运和重大事件，人物往往是皇室、军事将领、角斗士。
西方史诗片一般是描绘全景范围的历史事件和历史空间，如《西部开拓史》、《伊甸园之东》。
史诗片之所以名叫“史诗片”，因为它还包含了当时的社会危机或者战争，它覆盖大跨度的时间来讲述历史进程，片中的核心冲突至关重要，它对改变历史进程具有深远影响，而主要人物角色就是来解决当时的历史冲突。
美国电影协会限制“史诗片”是“历史片”的一个下辖片种，但是它也被归纳到科幻片去，如影片《2001太空漫游》、《星球大战》。史诗片里最著名的电影有《乱世佳人》，《星球大战》则与历史毫无关系，研究电影类型的人往往把史诗片轻视或者忽略。美国电影频道把史诗片归纳到历史片里，也承认史诗片和科幻片可以结合，如《星球大战》。
史诗片具有专门的服饰，符合当时历史背景的服饰，同时，史诗片具有震撼人心的音乐，史诗片里也一般是全明星阵营。拍摄时，规模宏大的场景、真实的服饰、大规模的战争或打斗场面，这是传记片（英語：Biographical films）不能匹配的。
评论家常常认为是超过2小时的历史片就被归纳到史诗片。

## 次分類
史诗片通常是古希腊、古罗马、古埃及等题材，也常常是中世纪欧洲、12世纪十字架东征，如电影《英雄本色》、《天国王朝》。
史诗片人物角色包括耶稣、摩西或其他宗教人物。在1950年代，这种宗教史诗片很受欢迎，当时的明星是查尔顿·赫斯顿。著名的电影包括：《君在何处》、《十诫》和《侠盗罗宾汉》。1960年代，好莱坞首次尝试了一个主要的工作室来拍摄宗教史诗片。米高梅公司发布于1961年的《万王之王》就是一个典型史诗片。四年后，有史以来最伟大史诗片由乔治·史蒂文斯拍完。而“圣经史诗”一词用于描述基于犹太教和基督教的电影故事，《摩诃婆罗多》则描述印度神话和伊斯兰教历史。
浪漫史诗片也较为常见，它既包括了战争、冲突或政治事件，也包括震撼人心的爱情，如电影《乱世佳人》。
1968年，科幻史诗片逐渐成了主流关注的电影类型，如斯坦利·库布里克的《2001：太空漫游》以及1968年的电影《人猿星球》，九年后，乔治·卢卡斯的《星球大战》电影首次亮相，科幻史诗片、幻想史诗片飙升到前所未有、轰动一时的成功。
2009年，詹姆斯·卡梅隆的《阿凡达》再次显示科幻史诗片的号召力，全美国和全球范围超过7亿美元和超过27亿美元的票房。21世纪以来，许多奇幻史诗片取得不同程度的成功，包括彼得·杰克逊的《魔戒电影三部曲》、《诸神之战》、《诸神之怒》、《300勇士》、《300勇士：帝国崛起》、《赤壁》、《赤壁：决战天下》、《无极》等。

## 奥斯卡奖
迄今为止，单部史诗电影获得奥斯卡奖的奖项数的最高纪录为 11 项。只有三部电影创下过这一纪录：《宾虚》（1959 年）、《泰坦尼克号》（1997 年）和《指环王：王者归来》（2003 年），这些电影的片长均超过 3 小时，被视为史诗级电影。